# Roberto Silva (Fußballspieler, 1976)
Roberto Enrique Silva Pro (* 1. Juni 1976 in Lima) ist ein ehemaliger peruanischer Fußballspieler. In Deutschland ist er vor allem durch seine Zeit bei Werder Bremen bekannt.

## Karriere

### Im Verein
Silva begann seine Karriere 1997 bei Alianza Lima und ging dort zusammen mit Claudio Pizarro auf Torjagd. Nach dessen Abgang zu Werder Bremen im Jahre 1999 wechselte auch Silva den Verein und wurde für ein Jahr an Sporting Cristal ausgeliehen, die ihn danach auch verpflichteten. Bis 2001 blieb er dem Verein treu, ehe er zu Werder Bremen in die Fußball-Bundesliga wechselte. Dort sollte der als Kopfballstark beschriebene Stürmer den Weggang seines Landsmanns und ehemaligen Teamkollegen Claudio Pizarro kompensieren. Aber Silva konnte sich in Bremen nicht durchsetzen und absolvierte nur sieben Pflichtspiele, bei denen er stets eingewechselt wurde. Danach verbrachte er weitere zwei Jahre im Ausland, bevor er 2004 zu Alianza Lima zurückkehrte. Mit Alianza konnte er die Torneo Apertura gewinnen und diese im nächsten Jahr mit dem Club Sportivo Cienciano verteidigen. Danach ging er für kurze Zeit nach Mexiko, kam dann aber wieder zurück nach Cienciano und ging von dort wieder zurück zu Alianza Lima. In Lima wurde er erneut Landesmeister, aber verließ den Verein nach einer Saison und wechselte zu seinem derzeitigen Verein, Universidad San Martín de Porres. In San Martín verteidigte er den Landesmeistertitel zwei Mal in Folge. Zwischenzeitlich ging er für eine Saison nach Ecuador und kehrte dann zurück und wurde mit Universidad zum dritten Mal Landesmeister. Anfang 2012 verließ er den Klub und ließ seine Karriere bei den Sport Boys ausklingen.

### In der Nationalmannschaft
Für die peruanische Nationalmannschaft stand Silva insgesamt elf Mal auf dem Platz, wobei ihm zwei Tore gelangen. An einer Fußball-Weltmeisterschaft oder der Copa América hat er mit Peru nie teilgenommen.

## Erfolge
- Primera División Peruana: 1997, 2006, 2007, 2008, 2010
- Torneo Apertura: 2004, 2005